# The Yellow Handkerchief
The Yellow Handkerchief je americký film z roku 2008, kdy byl představen na festivalu Sundance. V kinech byl představen až v roce 2010.

## Děj
Na začátku byl Brett Hanson propuštěn z vězení a při cestě za svou přítelkyní z doby před vězením jménem May potká mladou dívku jménem Martine a mladého muže jménem Gordy.